# Полховско-майданская роспись
Полховско-майданская роспись — русское декоративно-прикладное искусство, производство расписных токарных изделий в селе Полховский Майдан, деревне Крутец и посёлке Вознесенское Нижегородской области. Токарные изделия мастеров этого промысла — матрёшки, пасхальные яйца, грибы, солонки, кубки, подставки — щедро украшены сочной орнаментальной и сюжетной росписью. Среди живописных мотивов наиболее часто встречаются цветы, птицы, животные, сельские и городские пейзажи.

## Особенности росписи
С середины XIX века в селе Полх-Майдан стали производить некрашеную токарную деревянную посуду, которая реализовывалась на ярмарках. С начала 1920-х годов, видимо, под влиянием аналогичных изделий Сергиево-Посадских мастеров, полхов-майданская посуда начинает покрываться выжженным контурным рисунком. Вскоре выжигание стали раскрашивать масляными красками, а в середине 1930-х годов анилиновыми красителями, разведёнными на спирту. Постепенно выжженный контур рисунка вытесняется более экономичной и простой в исполнении наводкой тушью.

## Артель «Красная заря»
В 1928—1930 годах в Полх-Майдане из отдельных мастеров складывается артель «Красная заря». В это же время вырабатывается оригинальная художественно-декоративная система и обозначаются основные специфические приёмы местной росписи. Эти приёмы получили устоявшиеся местные названия: «цветы с наводкой» — цветочная роспись очерчена чётким чёрным контуром; «цветы без наводки» — рисунок выписывается по фону без линейного контура; приём «под масло» — роспись масляными или нитрокрасками по глухому цветному фону, «пестрение» — простейшая кистевая роспись мазками или точками.

## Крутецкие мастера
В 1960 году артель преобразуется в Полх-Майданскую фабрику игрушек. В это же время изготовлением аналогичных токарных расписных предметов начинают заниматься в расположенной в нескольких километрах от Полх-Майдана деревне Крутец. Используя опыт, токарные формы и приёмы росписи соседей, крутецкие мастера привносят незначительные изменения. Так, например, их матрёшки по форме более округлы, а в росписи посудных изделий предпочтение отдаётся сюжетным мотивам.

## Объединение «Полх-Майданская роспись»
В 1972 году в районном центре Вознесенское на базе игрушечной фабрики создаётся производственно-художественное объединение «Полх-Майданская роспись», где работают художники, прошедшие профессиональное обучение. Несмотря на это, промысел продолжает существовать преимущественно на основе семейной организации производства. Мужчины занимаются изготовлением токарного «белья», а женщины выполняют роспись. Изделия, производимые объединением, носят более сувенирный характер, их роспись однообразнее, а рисунок менее свободен, чем в работах мастеров-кустарей. Ориентация полхов-майданских и крутецких мастеров на рынок требовала постоянного обновления форм и приёмов декорировки изделий. С начала 1980-х годов начинает широко применяться цветочная роспись по обожжённому паяльной лампой фону. Живой отклик находят современные события в сюжетах и темах росписи. Сегодня этот уникальный промысел продолжает развиваться по естественным законам народного искусства.